# Nick Bruce
Nick Bruce (* 16. Mai 1992) ist ein US-amerikanischer BMX-Freestyle-Fahrer in der olympischen Variante Park.

## Sportlicher Werdegang
Bruce stammt aus Youngstown in Ohio. Er begann im Alter von 10 Jahren mit dem Sport, nachdem die X-Games im Fernsehen gesehen hatte. 2017 startete er selbst erstmals bei den X-Games und wurde dort Vierter. Ende 2017 gewann er im chinesischen Chengdu den letzten Lauf des UCI-BMX-Freestyle-Weltcups. Bei den ersten Urban-Cycling-Weltmeisterschaften eine Woche später an gleichem Ort war er in der Qualifikation noch Erster; im ersten Halbfinal-Lauf verlor er durch einen geplatzten Reifen viele Punkte, so dass er trotz Bestleistung im zweiten Lauf ausschied.
2018 konnte sich Bruce einen weiteren Weltcup-Sieg sichern und war in der Gesamtwertung Dritter. 2019 gewann er nach vierten Plätzen bei nationalen und panamerikanischen Meisterschaften die Bronzemedaille bei den Weltmeisterschaften. Nach einer Zwangspause durch die Corona-Pandemie wurde er 2021 für die BMX-Freestyle-Premiere bei den Olympischen Spielen von Tokio ausgewählt. Im Training für den olympischen Freestyle-Wettkampf verletzte er sich an der Schulter und konnte daher im Finale keine Rolle spielen. Zwei Monate später gewann er den Park-Wettkampf beim Madrid Urban Sports Festival.
2023 holte Bruce eine erneute Bronzemedaille bei den Urban-Cycling-Weltmeisterschaften in Glasgow. Anfang 2024 wurde er für die Olympische Qualifikationsserie nominiert. In der zweiten Runde derselben musste er nach einem Sturz aufgeben und verpasste so die Olympischen Spiele 2024.

## Erfolge
2017
ein Weltcup-Sieg (Chengdu)
2018
ein Weltcup-Sieg (Montpellier)
2019
 Weltmeisterschaften
2023
 Weltmeisterschaften